# Johan Georg Preisler
Johan Georg Preisler (7. juli 1757 København – 21. april 1831 i Kongens Lyngby) var kobberstikker,
Han var søn af kobberstikker Johan Martin Preisler og lærte hos sin far og studerede ved Kunstakademiet 1775-80. I dette sidste år fik han den store guldmedalje for Christus og den samaritanske Kvinde, hvad der gav anledning til, at Asmus Carstens, der havde fået den lille sølvmedalje, gjorde revolte mod Akademiet, opførte sig højst upassende mod dette og derfor blev bortvist. Det er nok muligt, at Carstens kan have haft nogen ret i at råbe på uretfærdighed og nepotisme (fra Abildgaards, måske også fra den gamle J.M. Preislers venners side) i henseende til den af Akademiet trufne afgørelse af medaljesagen; når Carstens lader Preisler være ”en Slægtning” af Abildgaard, er dette dog urigtigt. Preisler kom 1781 udenlands og gik til Paris for at studere under sin faders berømte ven Jean George Wille. Her stak han sin Rêveuse efter Januarius Zick og blev 1787 medlem af Akademiet i Paris på en Dædalus og Icarus efter Joseph-Marie Vien. Få måneder efter var han hjemme og blev 1788 medlem af Akademiet her på samme stik. Dermed var også allerede hans medbørs dage forbi; han blev grumme lidt sysselsat, var derfor også kun lidet frugtbar og sad bestandig i små kår, da han lidet eller intet fortjente og havde kone og en del børn at forsørge. Hans hustru, hvem han havde ægtet 12. december 1788, hed Anna Rebecca født Pflueg (1767 – 1817). pint af næringssorg søgte han oftere, men altid forgæves, om hjælp: om en pengeunderstøttelse, om fribolig på Akademiet, om at blive dettes sekretær osv. Han ejede et lille hus i Lyngby ved København, og der døde han 21. april 1831.
Preislers stik er ikke mange; de kunne ikke måle sig med faderens og hans samtidige konkurrents, Johan Frederik Clemens, om de end er meget respektable; de begynde så småt at blive sjældne, og det samme gælder om de få af Preisler raderede blade. Foruden de foran nævnte stik af Preisler må nævnes hans Susanne efter Antonio Franchi, Hans Madsen i Svanninge efter Erik Pauelsen og et par portrætstik: Henrik Gerner og Henrik Stampe efter Jens Juel.